# Nike Hydac
Nike Hydac ist die Bezeichnung einer zwischen 1966 und 1983 verwendeten zweistufigen amerikanischen Höhenforschungsrakete. Die Nike Hydac hat eine Gipfelhöhe von 150 km, einen Startschub von 217 kN, eine Startmasse von 900 kg, einen Durchmesser von 0,42 m und eine Länge von 9,10 m.